# 스타러너
《스타러너》는 2003년에 제작한 대한민국, 홍콩의 영화이다.

## 캐스팅
- 오건오 : 정건방 역
- 김현주 : 김미교 역
- 담준언
- 안지걸
- 황우남
- 막소총
- 장견정
- 유가휘
- 전가락
- 주드 포이어
- 강대위
- 적룡
- 노혜광
- 리카르도 마무드
- 주비리
- 마위호